# Le verdi bandiere di Allah
Le verdi bandiere di Allah è un film del 1963, diretto da Giacomo Gentilomo e Guido Zurli.

## Trama
Il corrotto governatore Demetrio si trova al centro di una girandola di situazioni politiche e di guerra che gli si rivoltano contro.
Dapprima cerca di truccare l'esito della guerra tra spagnoli e turchi, poi rischia di essere ucciso dal sultano.
All'impresa partecipano anche tre ragazze.